# Mothra
Mothra (モスラ, Mosura) is een kaiju bedacht door Takehiko Fukunaga. Ze maakte haar debuut in het boek The Luminous Fairies and Mothra, en haar filmdebuut in de gelijknamige film uit 1961. Sindsdien heeft ze in veel films van Toho meegespeeld.
Mothra is een enorme mot. In vrijwel alle incarnaties is ze een soort goddelijk of heilig wezen dat dient als beschermer van een bepaalde groep mensen, of de hele aarde.

## Naam
Mothra is een samentrekking van het Engelse woord moth (mot) en het Japanse woord kujira (walvis). De naam sluit aan op de Japanse naam van Godzilla, Gojira, die bestaat uit de woorden gorira (gorilla) en kujira. In de oorspronkelijke Nederlandse uitgave van Ebirah, Horror of the Deep (1966), getiteld Motta, het vliegende Dracula-monster, heet Mothra "Motta".

## Achtergrond

### Levenscyclus
Mothra doorloopt voortdurend dezelfde levenscyclus. Voordat een volwassen Mothra sterft, legt ze een ei. Uit dit ei wordt Mothra vervolgens herboren als een larve.
Als larve lijkt Mothra nog wel het meest op een kolossale bruine rups met blauwe (rode indien ze kwaad is) ogen. Soms komen er twee Mothralarven uit hetzelfde ei. Deze larve verpopt zich later tot volwassen vorm.
In haar volwassen vorm lijkt Mothra op een enorm mot-achtig wezen.
Dankzij deze cyclus is Mothra in feite onsterfelijk. In dat opzicht vertoont ze gelijkenissen met de feniks.
Naast haar larfvorm en volwassen vorm, kent Mothra nog meer vormen. Deze werden getoond in de Rebirth of Mothra-trilogie.

### Personage en persoonlijkheid
Mothra’s personage en persoonlijkheid zijn sterk ontwikkeld in de loop der jaren. Aanvankelijk was ze slechts de beschermer van de mensen op Infant Island, en gaf ze niets om de rest van de wereld. In latere films veranderde ze in een soort beschermer van de aarde.
Mothra is uniek in het opzicht dat ze vaak voor de mensheid vecht in plaats van tegen.

### Krachten en vaardigheden
Mothra is een sterke tegenstander. Als larve beschikt ze over grote fysieke kracht, en kan ze tegenstanders inspinnen met haar web.
In haar volwassen vorm kan Mothra vliegen. Verder verschillen haar krachten sterk per incarnatie. In de meeste films kan ze sterke windvlagen maken met haar vleugels, en sporen gebruiken tegen haar tegenstanders. Deze sporen hebben verschillende effecten: ze kunnen een tegenstander verlammen of vergiftigen en energieaanvallen terugkaatsen. Mothra gebruikt deze sporen slechts als laatste verdedigingsmiddel, daar te veel verlies ervan ertoe kan leiden dat ze niet meer kan vliegen.
In andere versies beschikt ze ook over de gave energiestralen of -bollen af te vuren. In de film GMK kon ze angels afvuren.
Mothra is fysiek een van de sterkste monsters uit het Toho-universum. Ze kan gemakkelijk tegenstanders die groter zijn dan zijzelf dragen of neerhalen. Maar omdat ze ook vredelievend is, gebruikt ze deze kracht maar zelden.

### Relatie met Godzilla
Mothra is regelmatig een tegenstander en bondgenoot van Godzilla. Van al Godzilla’s tegenstanders, kwam zij nog wel het dichtst in de buurt van het verslaan van de Koning van de Monsters. Eenmaal kon ze hem verslaan in haar volwassen vorm, en tweemaal in haar larvevorm.

## Populariteit
Mothra is net als Godzilla zeer populair bij fans van het Kaijugenre. Een onderzoek in 1992 wees uit dat Mothra zelfs Toho’s meest favoriete Kaiju was onder vrouwen. Dat was ook de reden dat Toho in de jaren 90 niet alleen Mothra liet terugkeren als bijpersonage in de Godzillafilms, maar haar ook weer drie eigen films gaf.

## Mothra's feeën
Mothra wordt vrijwel altijd vergezeld door twee kleine humanoïde wezens. Deze wezens doen dienst als Mothra’s priesteressen, en geven namens Mothra berichten door aan de mensheid. Ze worden meestal shobijin genoemd (het Japans voor “kleine schoonheid”), maar staan ook wel bekend onder namen als Cosmos en Elias). De Shobijin zijn telepathisch begaafd, en kunnen Mothra zo van op afstand roepen. Hun oorsprong is onbekend, maar is vermoedelijk verbonden met Mothra’s oorsprong.

## Media

### Filmografie
Mothra deed in de volgende films mee:
- Mothra (1961)
- Mothra vs. Godzilla (1964)
- Ghidorah, the Three-Headed Monster (1964)
- Ebirah, Horror of the Deep (1966)
- Destroy All Monsters (1968)
- Godzilla vs. Gigan (1972) (via oud beeldmateriaal)
- Godzilla vs. Mothra (1992)
- Monster Planet Of Godzilla (1994) attractiepark films
- Godzilla vs. SpaceGodzilla (1994) (ook als "Fairy Mothra". Via oud beeldmateriaal)
- Rebirth of Mothra (1996) (ook als "Mothra Leo")
- Godzilla Island (1997) televisieserie
- Rebirth of Mothra II (1997) (als "Mothra Leo", "Rainbow Mothra", en "Aqua Mothra")
- Rebirth of Mothra III (1998) (als "Rainbow Mothra", "Aqua Mothra", "Light Speed Mothra", "Armor Mothra", en "Eternal Mothra")
- Godzilla, Mothra and King Ghidorah: Giant Monsters All-Out Attack (2001)
- Godzilla Against Mechagodzilla (2002) (via oud beeldmateriaal)
- Godzilla: Tokyo S.O.S. (2003)
- Godzilla: Final Wars (2004)
- Godzilla: King of the Monsters (2019)

Daarnaast heeft Mothra in de Amerikaanse film Kong: Skull Island een cameo. Een grottekening van haar is te zien in een bonusscène na de aftiteling.

### Videospellen
- Godzilla: Monster of Monsters
- Godzilla 2: War of the Monsters
- Godzilla Trading Battle
- Godzilla: Destroy All Monsters Melee
- Godzilla: Domination!
- Godzilla: Save the Earth
- Godzilla: Unleashed
- Godzilla Unleashed: Double Smash

## Culturele referenties
Vanwege haar populariteit, worden Mothra’s naam en afbeelding gebruikt voor onder andere tekeningen, muziek en computerspellen.